# Para-vrijmetselarij
Para-vrijmetselarij of para-maçonnerie verwijst naar organisaties die in structuur, ritueel, symboliek of idealen overeenkomsten vertonen met de vrijmetselarij, maar er geen directe institutionele band mee hebben of geen deel uitmaken van de rituele kern ervan. De term wordt veelal in de praktijk in vergelijkende zin gebruikt en doelt vooral op zogenoemde imitatieve vormen: genootschappen die bewust maçonnieke elementen hebben overgenomen.
De verschijningsvormen lopen uiteen van initiatieke genootschappen en serviceclubs tot sociale, liefdadigheids- en jeugdorganisaties die onder maçonnieke auspiciën opereren, maar geen zelfstandig ritueel stelsel hanteren. Hoewel dergelijke organisaties uiterlijke gelijkenis kunnen vertonen met de vrijmetselarij, betekent dit niet per se dat er sprake is van een historische of institutionele verwantschap.
Binnen de vrijmetselarij zelf bestaan verschillende stromingen die afwijken van traditionele normen, maar doorgaans wel als vormen van vrijmetselarij worden erkend. Dit betreft onder meer gemengde obediënties zoals Le Droit Humain, vrouwelijke vrijmetselarij zoals de Vrouwengrootloge van België of de historische adoptieloges, en culturele varianten zoals de Prince Hall-vrijmetselarij in de Verenigde Staten. Hoewel sommige reguliere obediënties deze stromingen als 'irregulier' beschouwen, maken zij deel uit van de bredere maçonnieke traditie en worden zij onderscheiden van para-maçonnieke organisaties.

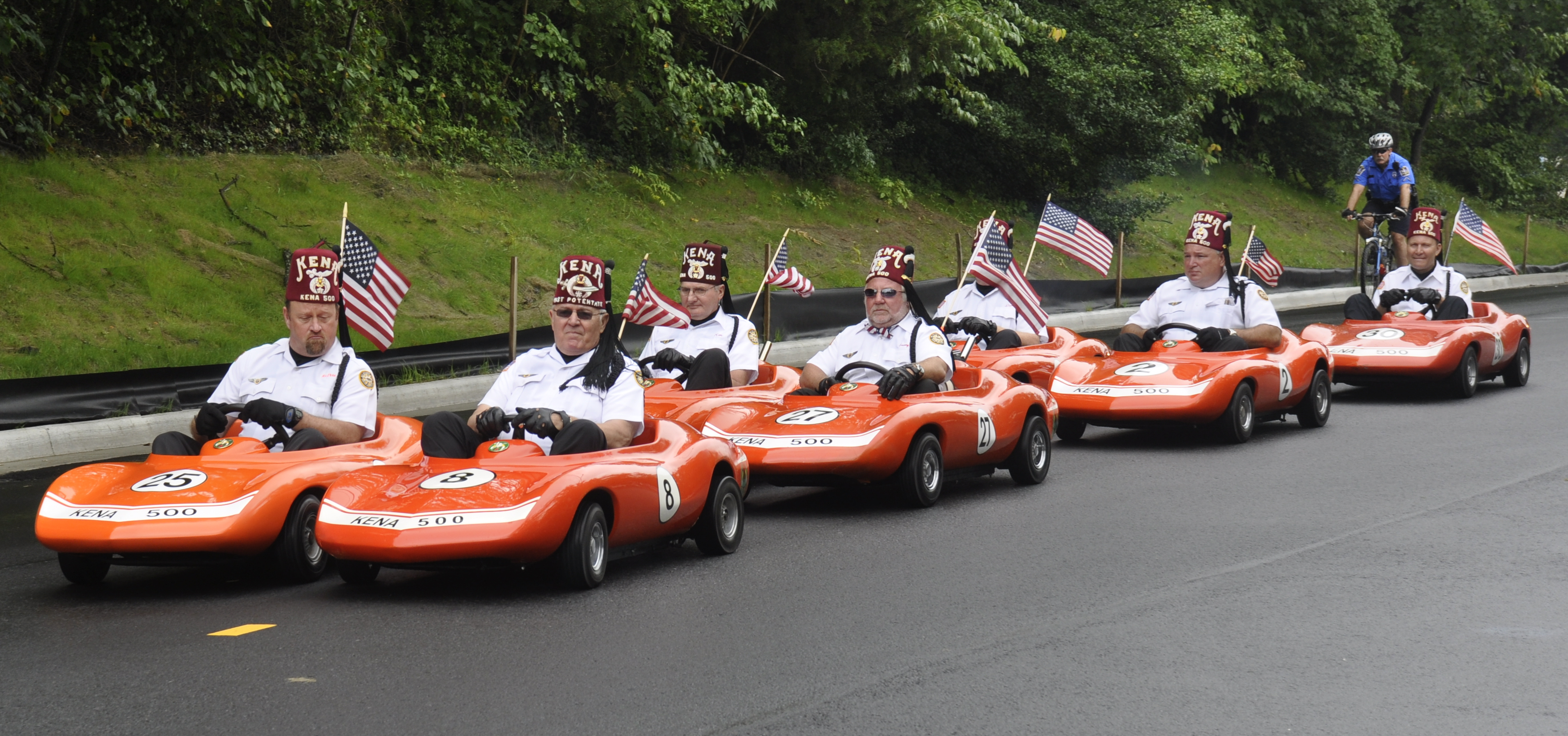
Shriners uit Fairfax City, Virginia, nemen deel aan een parade als onderdeel van hun fondsenwerving voor goede doelen (2015)
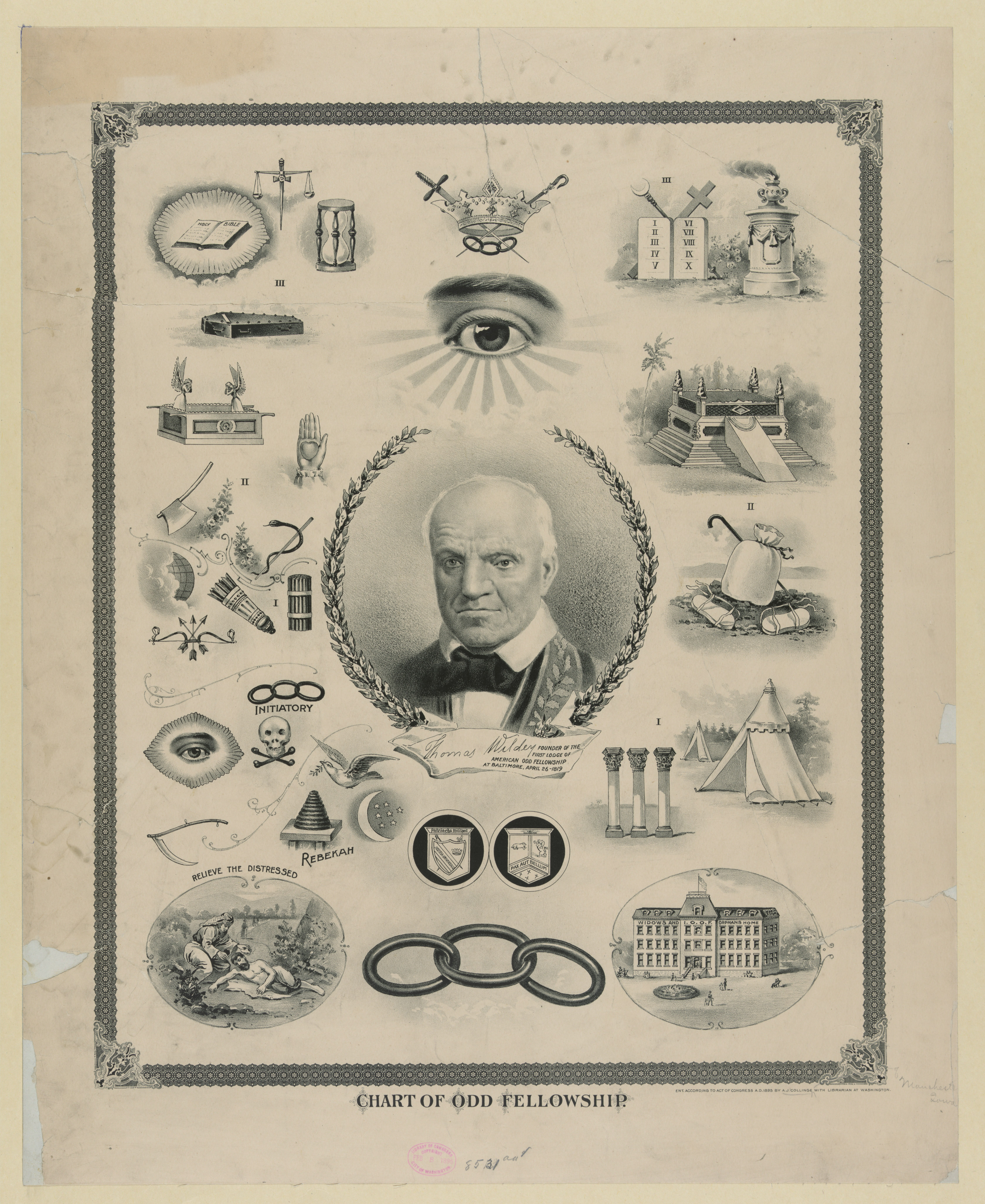
De Odd Fellows gebruiken symbolen die maçonniek ogen, maar een eigen traditie volgen
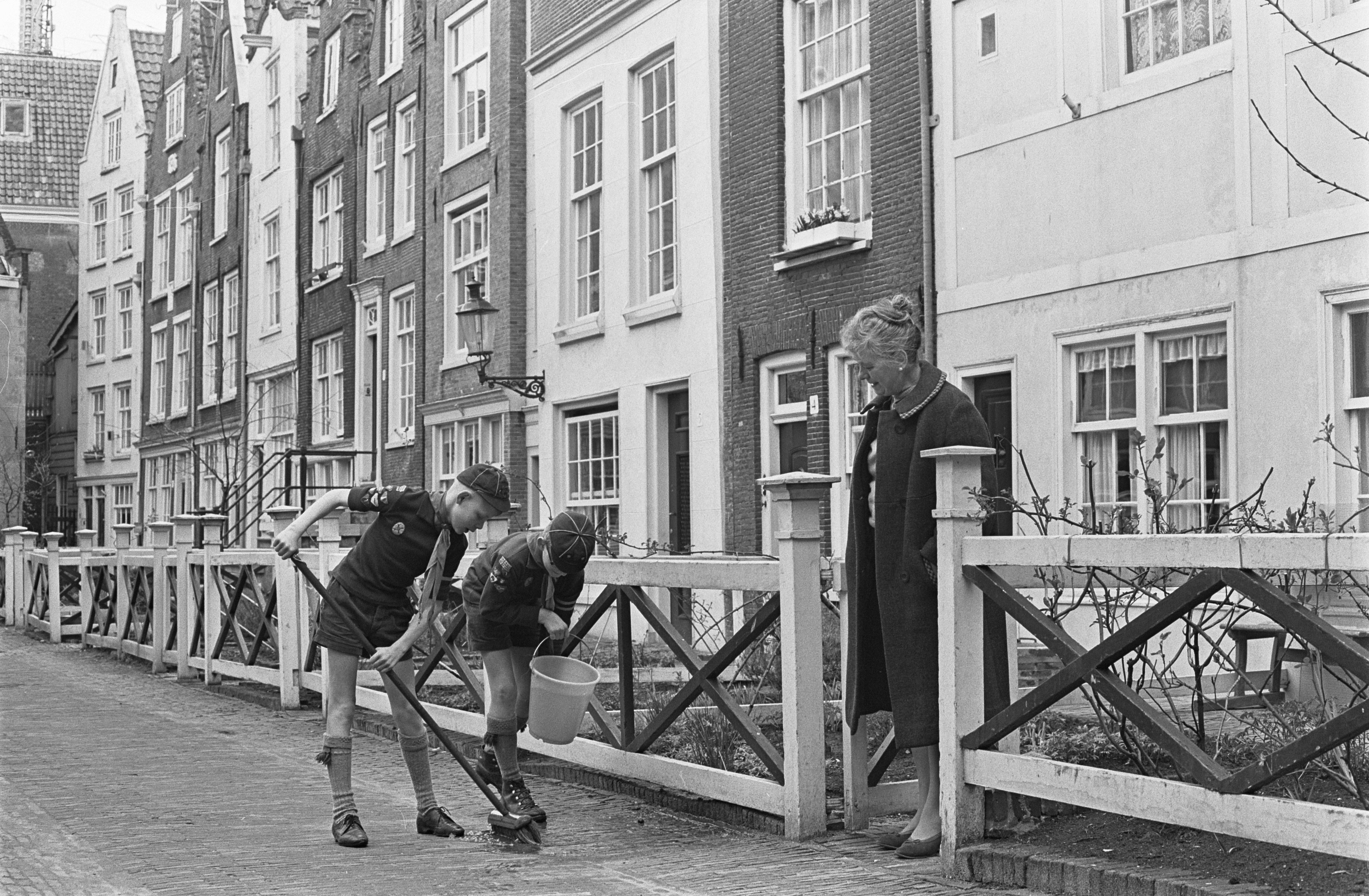
"Heitje voor een karweitje": padvinders schrobben de straten van Rotterdam, met vaardigheidsinsignes zichtbaar op hun mouwen (1966)

## Typen para-vrijmetselarij

### Complementaire organisaties
Organisaties die gericht zijn op sociale activiteiten, liefdadigheid en jeugdwerk, en die verbonden zijn met de vrijmetselarij. Lidmaatschap vereist doorgaans een regulier maçonniek lidmaatschap, of de organisatie wordt gefinancierd en bestuurd vanuit maçonnieke kring.
Deze instellingen maken geen deel uit van de rituele kern van de vrijmetselarij en worden daarom gerekend tot de para-maçonnieke sfeer. In de Angelsaksische wereld worden dergelijke organisaties vaak aangeduid als appendant bodies. Voorbeelden zijn:
- Sociale en liefdadigheidsorganisaties: Shriners International, Tall Cedars of Lebanon, Grottoes of North America.
- Jeugdorganisaties: DeMolay International, Job’s Daughters, International Order of Rainbow for Girls.

### Imitatieke organisaties
Organisaties die bewust zijn gemodelleerd naar het voorbeeld van de vrijmetselarij, met een eigen stelsel van graden, rituelen en symboliek. Vaak zonder formele band met maçonnieke overkoepelende lichamen. Voorbeelden zijn:
- Odd Fellows, Orde van Weefsters en het Martinisme: Initiatieke genootschappen die rituelen en graden kennen, geïnspireerd op maçonnieke vormen.
- Order of Carpenters, Order of Foresters en Order of Mechanics: Verenigingen — net als de vrijmetselarij 'symbolische beroepsgroepen' — die oorspronkelijk sociale voorzieningen combineerden met rituele tradities.
- Knights of Columbus: Een rooms-katholieke organisatie, opgericht als alternatief voor de vrijmetselarij, met een eigen systeem van graden en symboliek.
- B'nai B'rith: Een broederschap binnen de joodse geloofsgemeenschap, met structurele gelijkenissen met de vrijmetselarij, maar zonder graden en gericht op gemeenschapsopbouw en hulpverlening.

### Adaptieve organisaties
Organisaties die bepaalde maçonnieke elementen — zoals rituelen, broederlijke structuren of ethische idealen — hebben aangepast aan een andere maatschappelijke context:
- Studentencorpora: Studentenverenigingen gebruiken initiatierituelen en broederschapsstructuren die parallellen vertonen met vrijmetselaarspraktijken. Een ontgroening is feitelijk een inwijdingsritueel.
- Serviceclubs: Organisaties zoals de Rotary Club, de Lions Club en de Internationale Orde van Goede Tempeliers namen ethische idealen en structuren over die verwant zijn aan maçonnieke concepten van broederschap en dienstbaarheid.
- Padvinderij: Scouting bevat elementen zoals gradenstructuren, beloften en symboliek die aan de vrijmetselarij doen denken, hoewel er geen directe institutionele band bestaat.

Vrijmetselarij · Beginselen · Geschiedenis · Symbolen · Vrijmetselaarsloge · Ordegrondwet · Obediëntie · Regulariteit en irregulariteit · Ritus · Graden · Grootmeester · Gemengde vrijmetselarij · Para-vrijmetselarij · Antivrijmetselarij · Vrijmetselarij in Nederland · Vrijmetselarij in België · Internationale vrijmetselarij
>>> Meer info op Portaal:Vrijmetselarij <<<